# Ctenitis falciculata
Ctenitis falciculata är en träjonväxtart som först beskrevs av Giuseppe Raddi, och fick sitt nu gällande namn av Ren-Chang Ching. Ctenitis falciculata ingår i släktet Ctenitis och familjen Dryopteridaceae. Inga underarter finns listade.